# Villoria (Salamanca)
Villoria es un municipio y localidad española de la provincia de Salamanca, en la comunidad autónoma de Castilla y León. Se integra dentro de la comarca de Las Villas. Pertenece al partido judicial de Peñaranda y a la Mancomunidad Zona de Cantalapiedra y Las Villas.
Su término municipal está formado por un solo núcleo de población, ocupa una superficie total de 31,65 km² y según los datos demográficos recogidos en el padrón municipal elaborado por el INE en el año 2023, cuenta con una población de 1.267 habitantes.

## Toponimia
El nombre de Villoria, en la opinión de algunos estudiosos, viene del latín Villa Aurea, es decir, Villa de oro. Cabe pensar en otra opción: que derive del nombre de una propietaria, llamada Oria, nombre personal que a su vez tiene origen en el mismo calificativo latino, áurea 'dorada'. Riesco Chueca contempla estas hipótesis y se inclina por pensar que el topónimo surge simplemente por sufijación en -ORIA de la voz común en romance villa. El sufijo generador de esta ampliación morfológica tendrá un valor despectivo, análogo al actual villorrio; o bien será abundancial, aludiendo a un entorno abundante en restos de antiguo poblamiento o villares, que habrían llamado la atención de los repobladores medievales
Villoria era denominada Villoria la Mayor, se cree que por este nombre y otros datos debió de ser una localidad importante.[cita requerida]

## Historia
Su fundación se remonta a la repoblación efectuada por los reyes de León en la Edad Media, siendo la capital y cabeza del cuarto de Villoria de la jurisdicción de Salamanca, dentro del Reino de León, denominándose en el siglo XIII ya Villoria, que parece provenir de 'villa aurea', es decir, 'villa de oro'. Su importancia le hizo ser conocida popularmente como Villoria la Mayor, frente a Villoruela, que debe su nombre a ser contigua a Villoria pero de un tamaño más reducido en la época medieval en lo que a población se refiere, hecho bastante común en la toponimia del área leonesa. Con la creación de las actuales provincias en 1833, Villoria quedó encuadrado en la provincia de Salamanca, dentro de la Región Leonesa.

## Geografía
El término municipal limita al norte con Cantalpino, al este con El Campo de Peñaranda y Villar de Gallimazo, al sur con Ventosa del Río Almar y al oeste con Moríñigo y Villoruela.

### Geología
El término de este municipio lo configuran terrenos sedimentarios de la Era Terciaria, afectados por una falla que discurre entre dicha localidad y Alba de Tormes y que constituye, según los geólogos, un fenómeno de gran interés para el estudio de la formación de la Cuenca del Duero.

## Demografía
Villoria cuenta con una población de 1258 habitantes (INE 2024).
| Gráfica de evolución demográfica de Villoria entre 1842 y 2021                                                      |
| |
| Población de derecho según los censos de población del INE Población de hecho según los censos de población del INE |

La población de Villoria alcanzó su cota máxima de los últimos años en 2014 con 1469 habitantes. Desde ese año está en declive. Actualmente tiene 1267 habitantes a 1 de enero de 2023 según los últimos datos del INE.

### Economía
Villoria se dedica principalmente al sector servicios y el industrial constructor, aunque aún hay un alto porcentaje de dedicación al sector primario. De la comarca es la localidad que más puestos de trabajo ofrece y donde hay sectores de todo tipo. Debido a su cercanía a la capital existe un alto porcentaje de población que se desplaza a trabajar a la capital.
La tasa de paro era del 14,43 % en 2001 y de la población activa el sector primario ocupaba al 22,97 %, la industria y artesanía al 6,09 %, la construcción al 26,63 % y los servicios al restante 44,31 %.
Las explotaciones agrarias, 141 según el censo agrario de 1999, ocupaban 2970 ha, el 44,7 % en propiedad, el 44,6 % en arrendamiento, el 5,2 % en régimen de aparcería y el 5,6 % en otros regímenes de tenencia. 2742 ha estaban labradas (2736 de herbáceos y 3 de viñedo), 215 se dedicaban a pastos permanentes, 4 a explotaciones forestales y 9 ha eran otras tierras no forestales. Del total de explotaciones, 52 tenían menos de 5 ha y 17 superaban las 50 ha. Las unidades ganaderas censadas en 1999 eran 1953: 182 de bovino, 476 de ovino, 1292 de porcino y 4 de coneja madre.

## Monumentos y lugares de interés

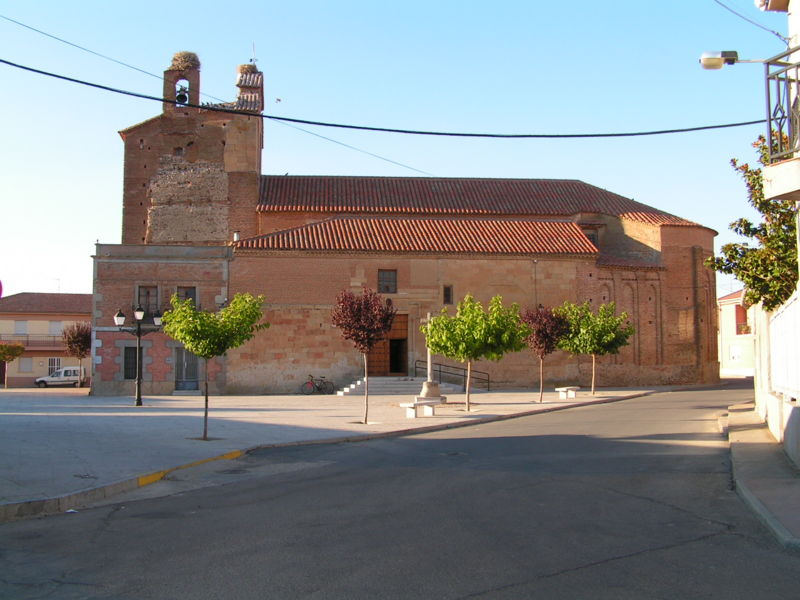
Iglesia de San Pedro

### Iglesia de San Pedro
Data del siglo XIII-XV y conserva un ábside románico original, estando declarada Bien de Interés Cultural el 7 de julio de 1993.

### Zona arqueológica de La Vega
Se trata de una antigua villa romana situada al oeste de la localidad, yacimiento declarado Bien de Interés Cultural el 23 de diciembre de 1992.
- Arquitectura tradicional
- Parada de bus

## Cultura

### Asociaciones deportivas
- Club de Pelota Las Villas, fundado en 1993 de la mano del Centro de Tecnificación de pelota de Castilla y León y el ayuntamiento del municipio. Su objetivo principal es el propiciar la participación en competiciones a nivel nacional, ya que antes solo se podía competir a través de la Federación por ser Centro de Tecnificación.

- C.D. Promesas de Villoria, actualmente cantera de jugadores del Villoria F.C., pasó a ser club deportivo ya que se han ido agregando más deportes como baloncesto femenino. Tiene varios equipos de fútbol por cada modalidad abarcando todo tipo de edades y sexos.

- Unionistas de Salamanca CF "B" (filial del equipo capitalino) disputa sus partidos en las instalaciones municipales tras un acuerdo del consistorio con el club.

### Folclore
- Grupo folclórico Surco: Surgido en el municipio en 1999, en él participan más de 60 personas de Villoria y otros municipios salmantinos.

### Fiestas
- Quintos (enero)
- Santa Águeda (febrero)
- Carnaval (febrero)
- San José (marzo)
- Fiestas del Voto (abril)
- San José Obrero (1 de mayo)
- San Isidro (mayo)
- Domingo del Señor- Corpus Christi (mayo-junio)
- Sagrado Corazón Jesús (junio)
- Virgen de la Vega (septiembre)
- Santa Teresa (octubre)

## Administración y política

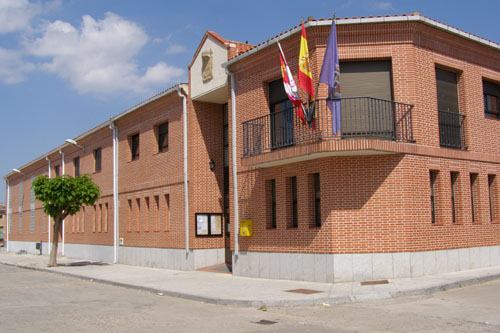
Ayuntamiento de Villoria

### Gobierno municipal
| Periodo   | Nombre                     | Partido | Partido                                  |
| --------- | -------------------------- | ------- | ---------------------------------------- |
| 1979-1983 | Arsenio de la Torre        |         | Unión de Centro Democrático (UCD)        |
| 1983-1995 | Félix Sierra Prieto        |         | Partido Socialista Obrero Español (PSOE) |
| 1995-2007 | José González Sierra       |         | Partido Popular (PP)                     |
| 2007-2009 | José Amalio Díez Iglesias  |         | Partido Popular (PP)                     |
| 2009-2011 | Pedro Franco Araujo        |         | Partido Popular (PP)                     |
| 2011-2023 | Julián Barrera Prieto      |         | Partido Popular (PP)                     |
| 2023-2024 | Alejandro González Hidalgo |         | Según Las Obras (SLO)                    |

| Partido político                              | 2023  | 2023  | 2023       | 2019  | 2019  | 2019       | 2015  | 2015  | 2015       | 2011  | 2011  | 2011       | 2007  | 2007  | 2007       | 2003  | 2003  | 2003       |
| Partido político                              | %     | Votos | Concejales | %     | Votos | Concejales | %     | Votos | Concejales | %     | Votos | Concejales | %     | Votos | Concejales | %     | Votos | Concejales |
| Partido Popular (PP)                          | 41,38 | 389   | 4          | 48,87 | 453   | 5          | 58,39 | 550   | 6          | 48,69 | 519   | 5          | 51,89 | 550   | 5          | 38,53 | 405   | 4          |
| Según Las Obras (SLO)                         | 34,04 | 320   | 3          | —     | —     | —          | —     | —     | —          | —     | —     | —          | —     | —     | —          | —     | —     | —          |
| Partido Socialista Obrero Español (PSOE)      | 18,93 | 178   | 2          | 43,15 | 400   | 4          | 31,63 | 298   | 3          | 38,74 | 413   | 3          | 47,08 | 499   | 4          | 40,82 | 429   | 4          |
| Ciudadanos (CS)                               | 5,63  | 53    | 0          | 6,80  | 63    | 0          | 8,07  | 76    | 0          | —     | —     | —          | —     | —     | —          | —     | —     | —          |
| Agrupación de Electores de Villoria (AEV)     | —     | —     | —          | —     | —     | —          | —     | —     | —          | 9,85  | 105   | 1          | —     | —     | —          | —     | —     | —          |
| Unión del Pueblo Salmantino (UPSa)            | —     | —     | —          | —     | —     | —          | —     | —     | —          | —     | —     | —          | —     | —     | —          | 11,70 | 123   | 1          |
| Unidad Regionalista de Castilla y León (URCL) | —     | —     | —          | —     | —     | —          | —     | —     | —          | —     | —     | —          | —     | —     | —          | 8,28  | 87    | 0          |

#### Evolución de la deuda viva municipal
El concepto de deuda viva contempla solo las deudas con cajas y bancos relativas a créditos financieros, valores de renta fija y préstamos o créditos transferidos a terceros, excluyéndose, por tanto, la deuda comercial.
| Gráfica de evolución de la deuda viva del Ayuntamiento entre 2008 y 2023                           |
| |
| Deuda viva del Ayuntamiento de Villoria, en miles de euros, según datos del Ministerio de Hacienda |